# Parc d'État Fontes do Ipiranga
Le parc d'État Fontes do Ipiranga ou parc d'État des Sources de l'Ipiranga (en portugais, Parque Estadual das Fontes do Ipiranga), également connu sous le nom de parc de l'État (en portugais, Parque do Estado) ou parc d'Água Funda, est un parc public d'État situé dans la municipalité de São Paulo. Le parc abrite plusieurs institutions, dont le jardin botanique de São Paulo, le parc zoologique de São Paulo, le parc scientifique et technologique de l'université de São Paulo et l'observatoire de São Paulo.

## Géographie
C'est l'une des rares zones de la municipalité où l'on trouve encore de la végétation de la forêt atlantique. Il s'étend sur 526 hectares.

## Histoire
Le nom actuel du parc date de la fin des années 1960.
En 1893, la région était privée, appartenait à plusieurs propriétaires et était 22 % plus grande qu'elle ne l'est aujourd'hui, mais parce qu'elle est située dans le bassin du ruisseau Ipiranga, elle a été expropriée par le gouvernement à l'époque et à partir de là utilisée comme source de ressources en eau jusque dans les années 1930, date à laquelle elle cessa d'être exploitée à cette fin en raison de la reformulation des systèmes d'approvisionnement en eau de la ville.
Dans les années 1950 l'avenue Miguel Estefno a été construite pour améliorer la circulation dans le parc.
La région a une importance historique considérable, car elle abrite les sources du ruisseau Ipiranga, sur les rives duquel l'indépendance du Brésil a été déclarée.

## Préservation
Un groupe de travail a été créé en 1993 pour établir un diagnostic de l'état de conservation de cette zone. Sur la base de ces informations, des politiques de préservation de l'environnement seraient mises en œuvre.
Le Conseil de défense a été créé par le décret n° 43 342, du 22 juillet 1998, pour élaborer des politiques de préservation.
Certains lieux sont ouverts à la visite publique :
- Jardin botanique (ouvert au public) ;
- Institut de botanique de São Paulo (ouvert au public) ;
- Institut géologique (ouvert au public) ;
- Parc zoologique (ouvert au public) ;
- Parc scientifique et technologique de l'USP (ouvert au public) ;
- Observatoire de São Paulo (ouvert au public) ;
- Secrétariat d'État de l'agriculture et de l'approvisionnement ;
- Centre sportif, culturel et de loisirs (ouvert au public) ;
- Centre de logistique d'exportation ;
- Centre d'exposition Imigrantes ;
- CAISM "Dr. David Capistrano da Costa Filho" d'Água Funda.